# История Витебска

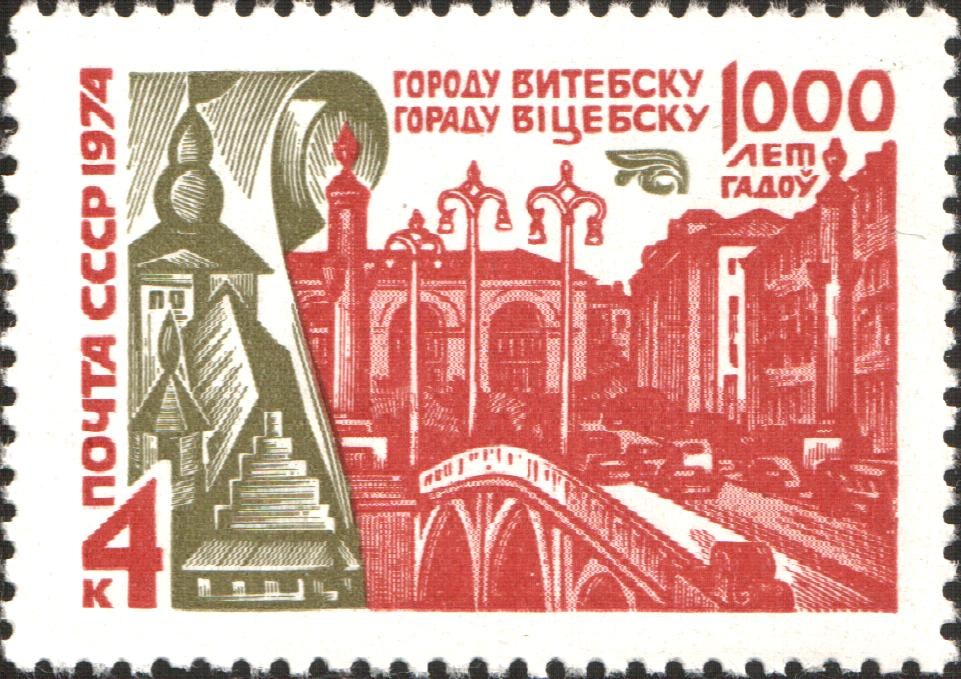
1000 лет Витебску. Почтовая марка СССР, 1974 год.

История Витебска, центра Витебской области, охватывает более тысячелетия.

## Основание
Археологические исследования свидетельствуют, что в устье Витьбы существовали поселения, основанные балтскими племенами, которых к IX веке сменили славянские племена кривичей. Согласно летописи Михаила Панцырного (1760 г.) Витебск (Дбеск, Видбеск, Видебск, Витепеск, Витьбеск) основан киевской княгиней Ольгой в 974 (при этом Ольга умерла в 969 году). По другим версиям — в 947 или 914 году. Академик Б. А. Рыбаков и историк Л. В. Алексеев, базируясь на летописных источниках, пришли к выводу, что киевская княгиня Ольга могла основать Витебск в 947 году. Л. В. Алексеев высказал предположение, что летописцы, переведя дату со счёта византийской эры (от сотворения мира) на новое летоисчисление, получили 947 год, но позже ошибочно написали при переписывании рукописи 974 году.
Название город получил от реки Витьба. Гидроним может происходить от балтского Vid-up- «Средняя река», от литовского vytis, vytinė «прут, лоза» или от финно-угорского вит «вода».
Занимая важное место на пути «из варяг в греки», к концу XII века Витебск превращается в центр ремесла и торговли, становится центром удельного княжества, подчиняющегося полоцким, а временами, смоленским или киевским князьям.

## Витебское княжество
Первое упоминание о Витебске находится в Московском летописном своде под 1021 годом, где говорится, что Ярослав Мудрый передал два города («Восвячь и Видбеск») князю Брячиславу Изяславичу. После смерти полоцкого князя Всеслава Брячиславича в 1101 году Витебск стал центром Витебского княжества (удел Полоцкого княжества). В середине XII века Витебском правили полоцкие князья Васильковичи, а в 1160—1171 гг. — смоленский князь Давид Ростиславович. С 1221 года Витебским князем был Брячислав Василькович, на дочери которого был женат князь Александр Невский. На Замковой горе находилась резиденция князя, а в посадах жили торговцы и ремесленники. Уже в XII веке в городе был построен первый каменный храм — Свято-Благовещенская церковь, где хранились эталоны мер веса и длины, используемые при торговых операциях, переписывались книги и летописи, обучались дети. Последним удельным князем был Ярослав Васильевич, который в 1318 году выдал свою дочь за Ольгерда, сына великого князя литовского Гедимина. С этого времени Витебск входит в состав Великого княжества Литовского, а затем до 1772 г. — Речи Посполитой.

## ВВеликом княжестве ЛитовскомиРечи Посполитой

Герб Витебского воеводства

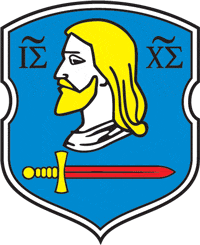
Герб Витебска, 1597 год

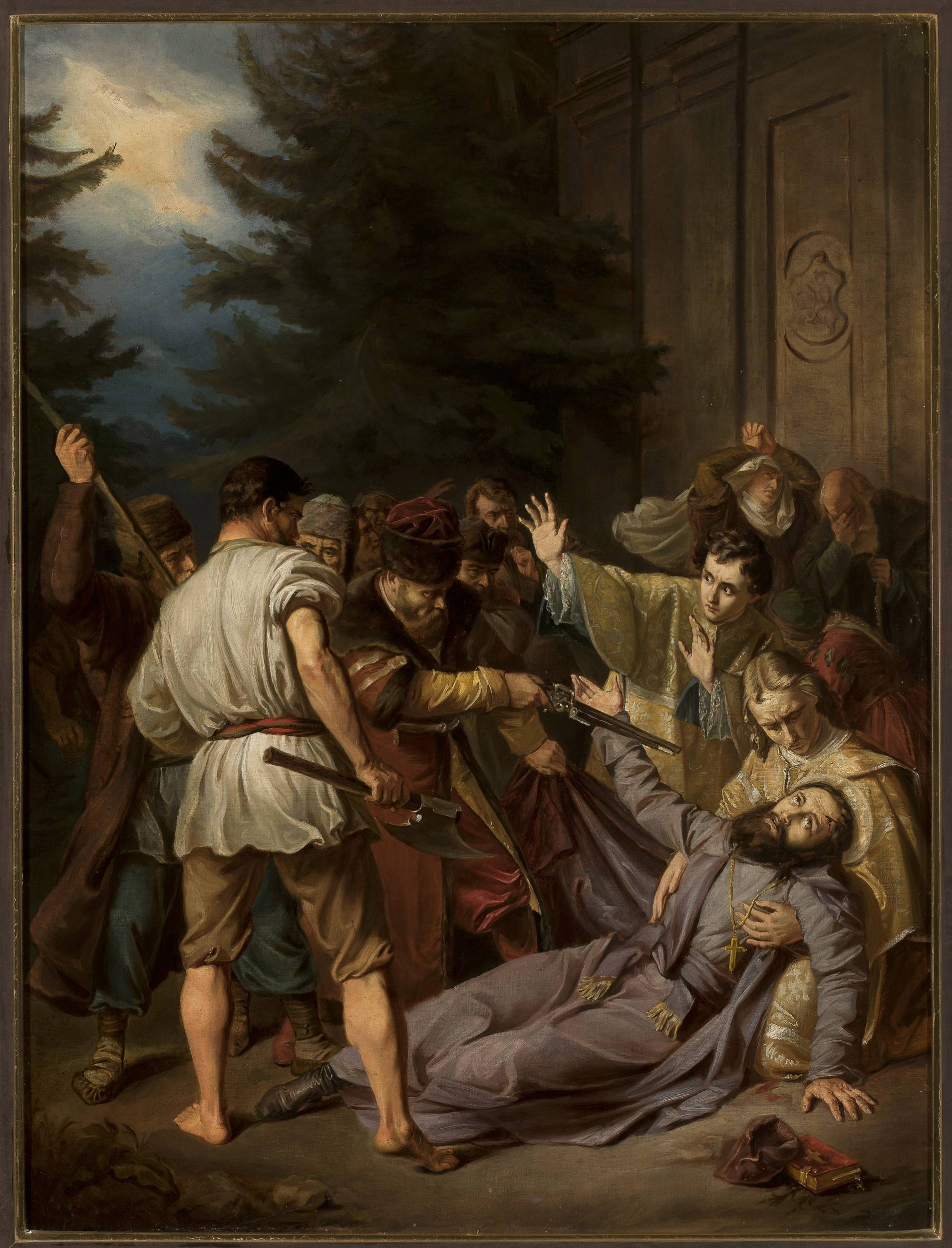
Йозеф Зимлер. «Мученическая смерть Иосафата Кунцевича». 1861 г.

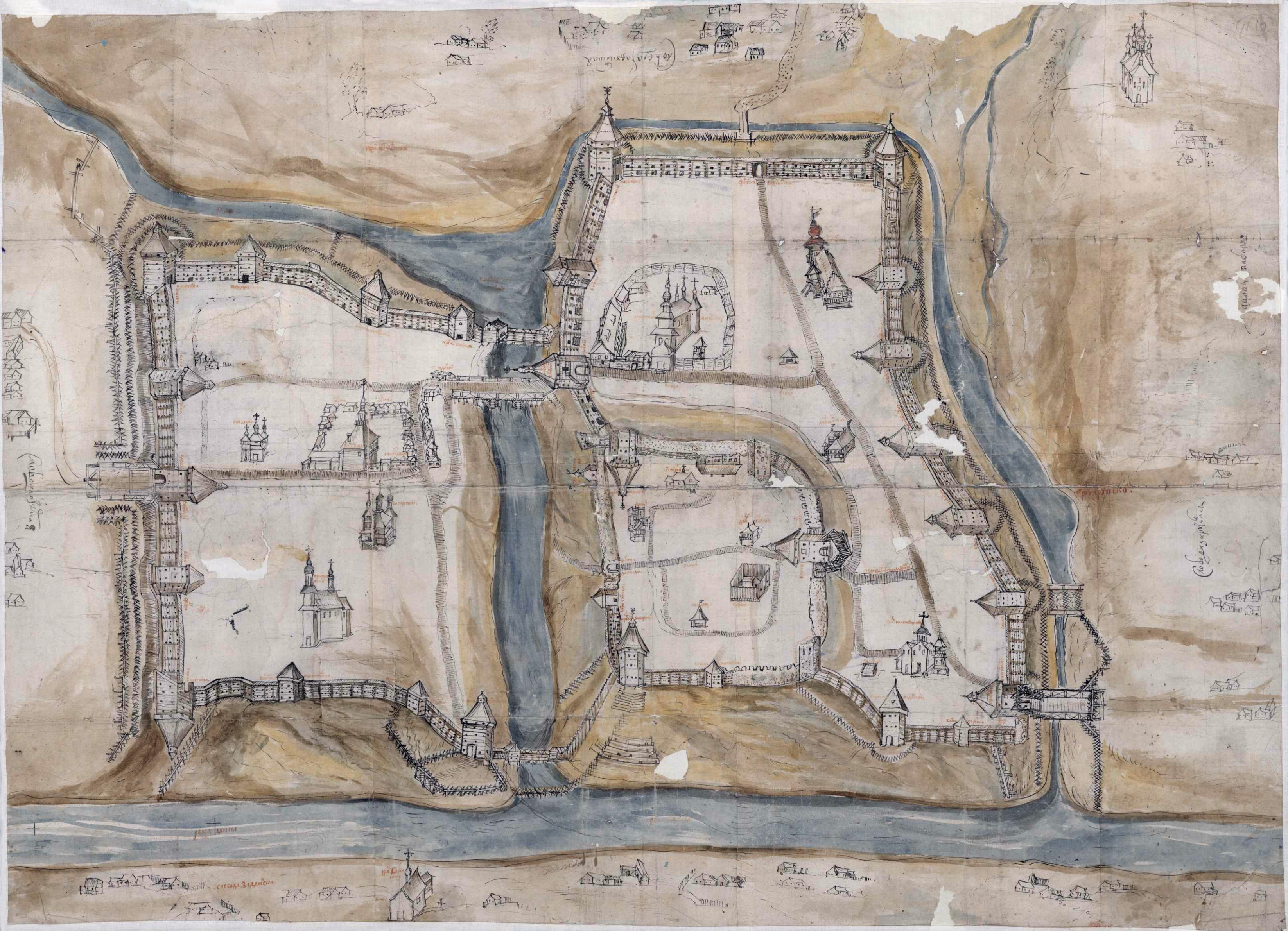
Чертёж Витебска 1664 г.

Находясь в составе Великого княжества Литовского, город пользовался льготами и автономией, вокруг него были возведены мощные фортификационные укрепления. До 1351 в городе были воздвигнуты каменные Верхний и Нижний замки, княжеский дворец.
В 1410 витебская хоругвь принимала участие в Грюнвальдской битве.
В XVI веке, при короле Сигизмунде I, с обвинённых в драке между собой жителей Витебска, когда они примирялись с помощью королевских чиновников, бралась в пользу казны «замирщина», то есть мировой взнос «по кунице шерстью».
С 1506 Витебск стал центром Витебского воеводства Великого княжества Литовского, а с 1569 года — Речи Посполитой.
В 1597 от короля Сигизмунда III Витебск получил свой герб:

«в блекитном полю образ святого Спаса Збавителя нашего, а при том зараз трохи нижей меч голый червоный, што ся мает розуметь кровавый»
а также грамоту на Магдебургское право, что давало возможность регулировать жизнь города с помощью собственной системы юридических норм и позволяло городу иметь свою печать, ратушу и гостиный двор.
В 1623 году, однако, город был лишён Магдебургского права в результате восстания православных горожан против насаждения унии, закончившегося убийством архиепископа Иосафата Кунцевича.

### Русско-польская война (1654—1667)
Для Речи Посполитой Витебск был важной крепостью на восточных рубежах. В силу своего стратегического положения город часто становился ареной кровопролитных войн, разрушался российскими войсками, но каждый раз возрождался заново. В XIV — начале XV вв. он пострадал от междоусобиц князей Витовта и Свидригайло; в XVI—XVII вв. от войн между Российским государством и Речью Посполитой (Ливонская война, войны XVII века).
В 1654 году городу было возвращено Магдебургское право.
В XVII веке в Витебске было 8 католических монастырей, несколько униатских церквей, один греко-российский монастырь и 1249 частных домов. В иезуитских и пиарских училищах обучалось до 500 молодых людей.
18 сентября 1708 года во время Северной войны между Швецией и Россией (в союзе с Речью Посполитой, Саксонией и Данией) город был сожжён в рамках создания «мёртвой зоны» глубиной 200 вёрст от Пскова до Северской земли на пути армии Карла XII.
В XVIII веке Витебск являлся крупнейшим после Могилёва городом на территории современной Беларуси.
Отрывок из Витебской летописи, составленной в 1760 году (опубликована А. П. Сапуновым в 1883 году):

…Имена тех, кто и когда был Витебским воеводою, с трудом собранныя. 

Януш Костевич, воевода Вит., жил и был воеводою в 1516 году Августа 7 дня. 

Иван Богданович, воевода Витебскій, жил и был воеводою ок. 1551 года. 

Станислав Кишка жил ок. 1552 г. 

Степан Андреевич Збрасскій жил и был воеводою ок. лета Господня 1561. 

Наколай Павлович Сапега был воеводою Витебским ок. 1591 г. По милости этого воеводы дано Магдебургское право е.в. королём Сигизмундом III — 1597 г. 

Ян Завиша был воеводою Витебским ок. 1600 г. 

Ян Раковскій был воеводою ок. 1614 г. 

Симон Самуил Сангушко был воеводою около лета Господня 1633. 

Христофор Кишка был воеводою ок. 1641 года. 

Станислав Волович, гетман польный в.к. Л., был воеводою Витебским ок. 1633 года. 

Ян Антоній Храповицкій, воевода Витебский, жил ок. 1683 года. 

Леонард или Лев Поцей жил в 1688 году, был воеводою Витебским. 

Андрей Крышпин жил ок. 1695 года, воевода Витебскій. 

Казимир-Александр Поцей, воевода Витебскій, жил ок. 1701 года. 

Мартіан-Михаил Огинскій, воевода Витебскій, жил ок. 1730 года. 

Иосиф Соллогуб — да здравствует! — нынешній воевода Витебскій, прибыл на воеводство Витебское в 1753 году

## В составеРоссийской империи

Герб Витебской губернии Российской империи

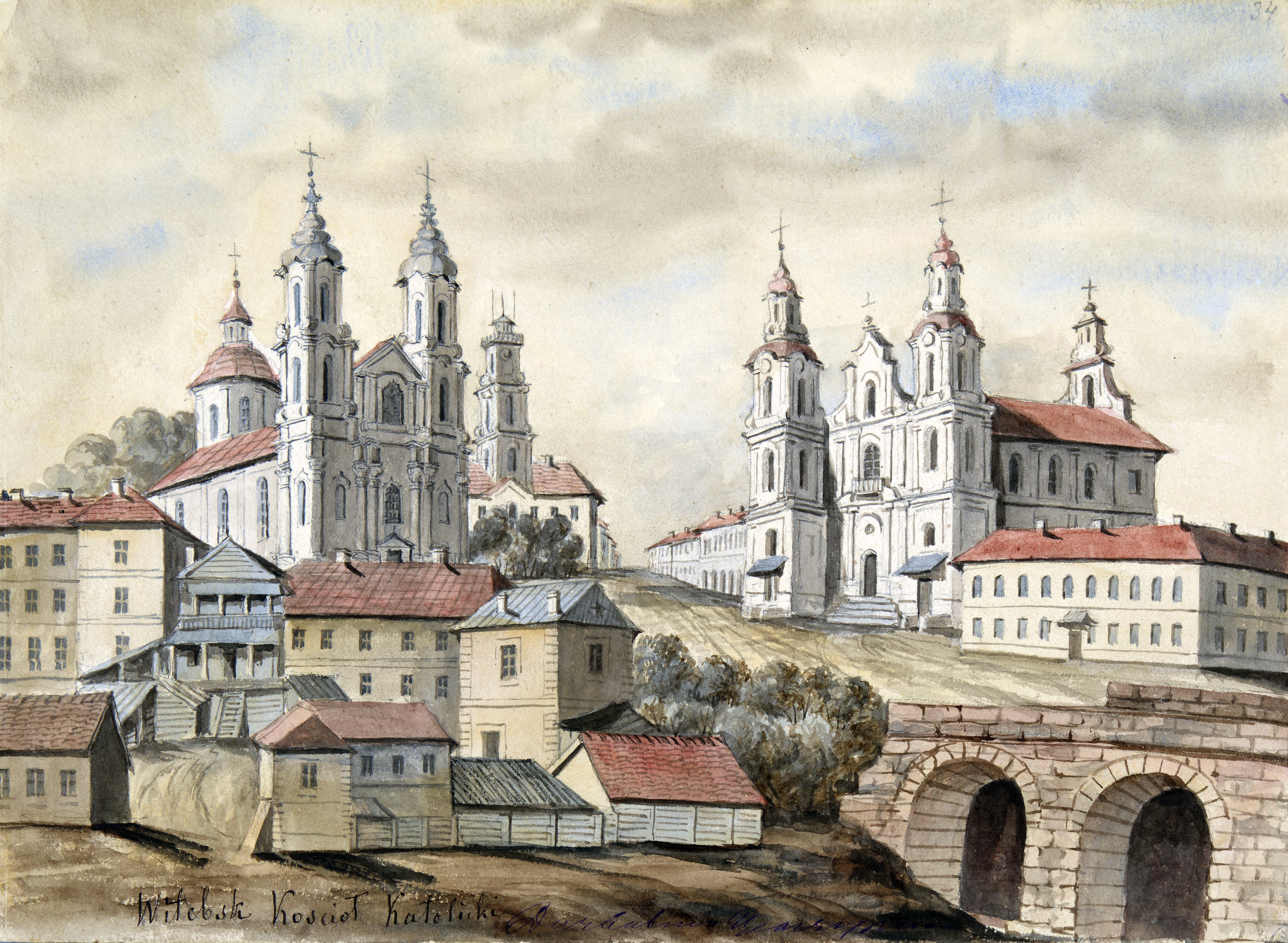
Витебск, XIX век

В результате первого раздела Речи Посполитой в 1772 года Витебск вошёл в состав Российской империи и стал центром Витебской провинции в составе Псковской губернии (1772—1777). С 1796 года город являлся центром Белорусской (с 1802 — Витебской) губернии.
На момент присоединения в городе было больше 3 тыс. жителей, к 1785 году численность населения возросла до 10,5 тыс.

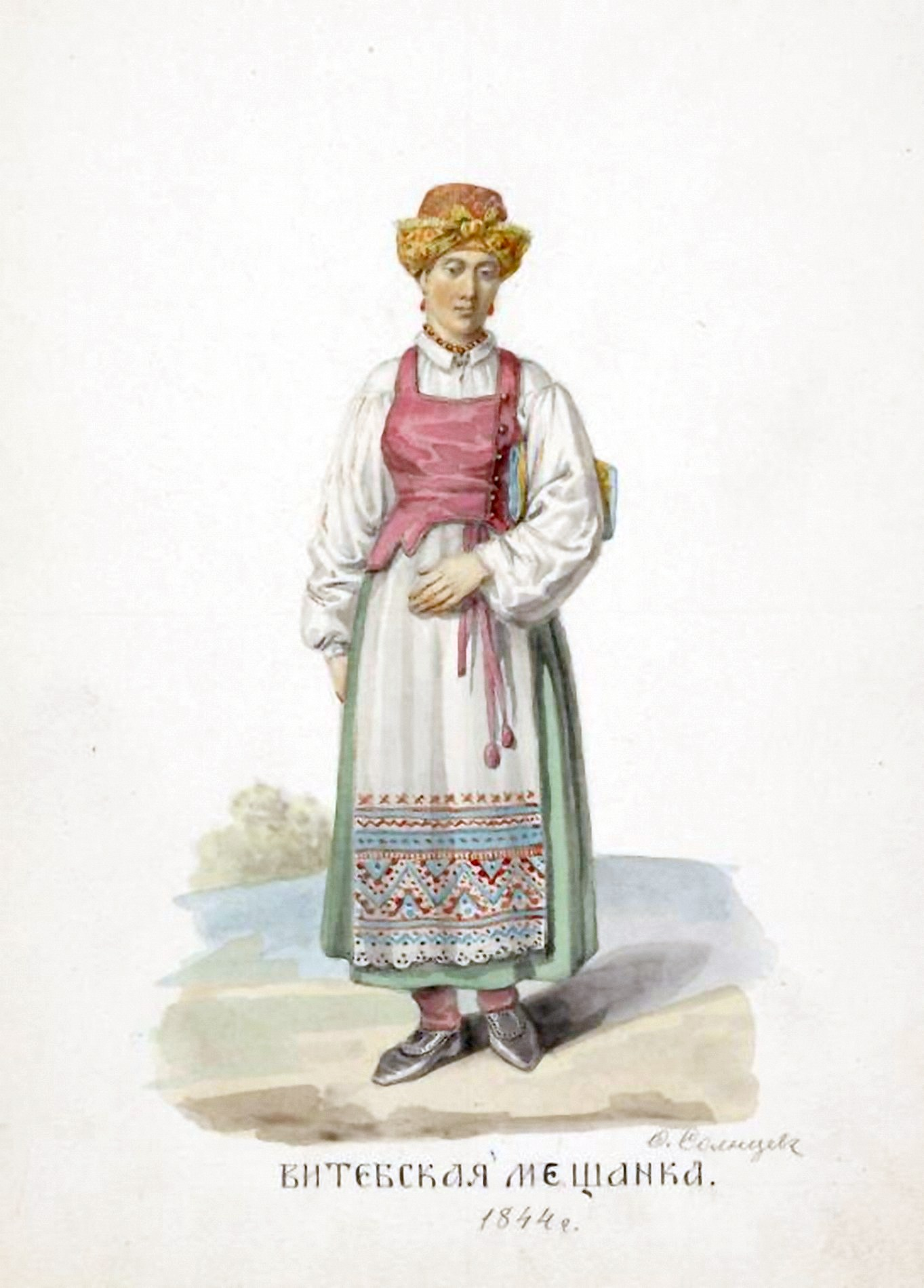
Витебская мещанка, 1844

В 1775 было окончено строительство каменного здания Витебской ратуши. Через два года (1777) открыто первое промышленное предприятие Витебска — кожевенный завод Гарновского.
В связи с тем, что Витебск стал губернским городом, расширяются торговые связи, развивается ремесло по обработке кожи, металла, дерева.
В 1781 года российские власти утвердили новый герб города с «Погоней» на красно-белом фоне.

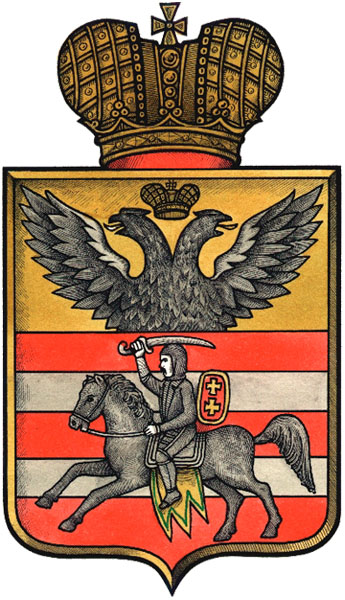
Герб Витебска, 1781

В Витебске первая светская библиотека была создана в 1794 г. при местном народном училище. Собрание это было крайне бедным, пополнялось нерегулярно и к 1803 г. составляло всего 206 русских и 70 иностранных книг.
Тот же 1803 год отмечен потерей городских привилеев — по приказу из Петербурга все они были отосланы в Сенат для ревизии, с тех пор их местонахождение неизвестно.
Через год (1804) открывается первая гимназия, а в 1810 основывается Витебская метеорологическая станция и духовное училище.

### Отечественная война 1812 года

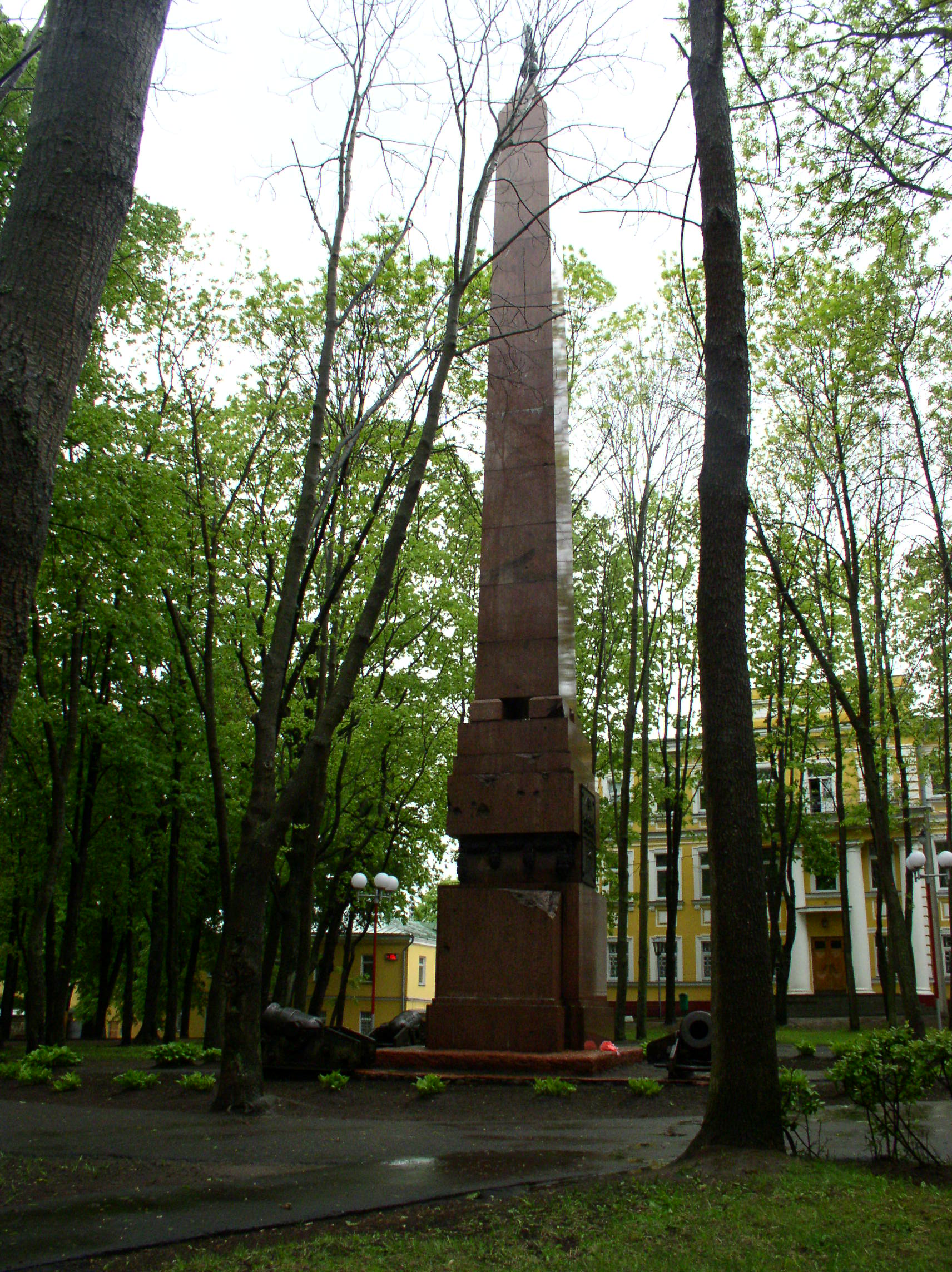
Памятник героям Отечественной войны 1812 года

Важным этапом в истории Витебска была Отечественная война 1812 года. С 16 июля по 26 октября 1812 город был занят французскими войсками. В здании губернаторского дворца на Успенской Горке располагалась ставка Наполеона, там же 3 августа император отметил свой 43-й день рождения.
Во второй половине XIX века для Витебска наступил расцвет. Открывались учебные заведения, библиотеки, небольшие промышленные предприятия, активно функционировала торговля. В 1853 году в Витебске создана первая пожарная команда. В 1866 году через Витебск прошла Риго-Орловская железная дорога, позже железнодорожные линии соединили город с Москвой, Санкт-Петербургом и Киевом.

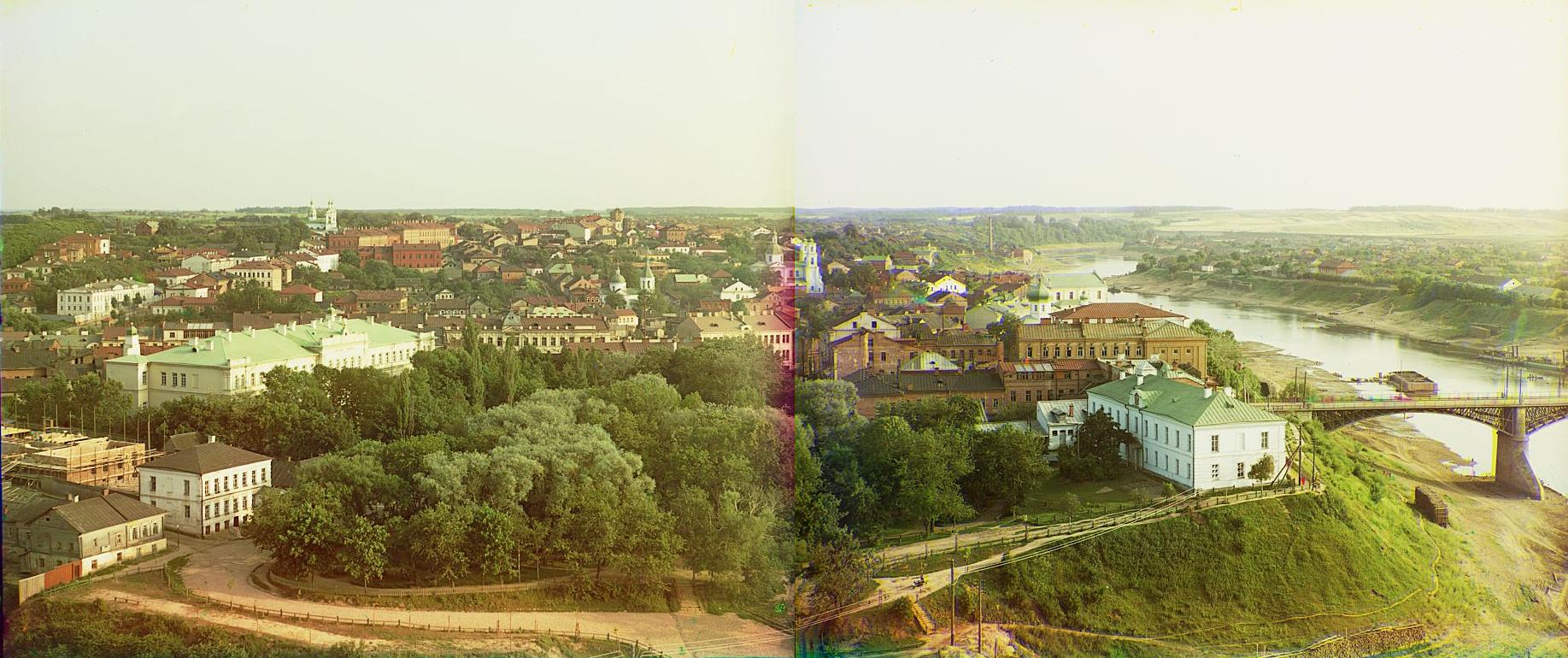
Вид на Витебск, 1912 год
Компьютерная обработка фото С. М. Прокудина-Горского

В 1881—1882 витебский фотограф Сигизмунд Антонович Юрковский первым в мире рассчитал и сконструировал мгновенный фотозатвор, описание которого опубликовал в журнале «Фотограф».
К 1895 в городе насчитывалось 650 кирпичных и каменных, а также 7200 деревянных строений, 2 театра, 3 типографии, 8 книжных магазинов, 4 библиотеки и около 80 промышленных предприятий,
В июле 1895 известная женщина-парашютистка О. М. Древницкая совершила в Витебске свой прыжок.

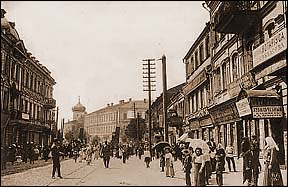
Витебск, Замковая улица, 1900 год

Согласно переписи населения 1897 года, по национальному составу население Витебска было следующим: евреи — 52,4 %, русские и белорусы — 39,9 %, поляки — 5 %, немцы — 1,4 %, другие национальности — 1,3 %. Религиозный состав: иудеи — 52,4 %, православные — 38,6 %, католики — 7 %, протестанты — 2 %.
18 июня 1898 года в городе открыто трамвайное движение. В этот день под звуки «Трамвай-марша» местного композитора С. Крамера был пущен первый в Беларуси трамвай (четвёртый в Российской империи после Киева, Нижнего Новгорода и Екатеринослава).
В 1905 году в городе появился первый кинотеатр.

### Выборы в Витебскую городскую думу (27 августа 1917 года)[13]
| №  | Партия, блок                            | Количество голосов | Количество мест                   | Партии |
| -- | --------------------------------------- | ------------------ | --------------------------------- | --- |
| 1  | Социалистический блок                   | 9612               | 38 (в том числе 11 мест от Бунда) | Бунд, меньшевики, эсеры, народные социалисты |
| 2  | Большевики и латышские социал-демократы | 4212               | 17                                | РСДРП(б) |
| 3  | Ахдус Исроэл                            | 2054               | 8                                 | |
| 4  | Кадеты                                  | 2041               | 8                                 | |
| 5  | Союз белорусов                          | 1836               | 7                                 | |
| 6  | Фарейникте                              | 1220               | 5                                 | |
| 7  | Союз домовладельцев                     | 683                | 2                                 | |
| 8  | Союз торговопромышленников              | 620                | 2                                 | |
| 9  | Список старообрядцев                    | 509                | 2                                 | |
| 10 | Кнесес Исроэл                           | 302                | 1                                 | |
| 11 | Фолькспартей                            | 299                | 1                                 | |
| 12 | Поалей-Цион                             | 186                | 0                                 | |
| 13 | Другие                                  | 2768               | 9                                 | ППС, Литовские народные социалисты, Латвийские радикал-демократы, Польский блок, Список служащих городской думы, районы Песковатик и Слободка, Мещане, Союз ремесленников и хозяев |
|    | Всего                                   | 26342              | 102                               | |

## Советский период
Советская власть провозглашена в городе 9 ноября 1917, был создан военно-революционный комитет.
На базе личной коллекции А. Р. Бродовского и по его инициативе в 1918 основан Витебский губернский музей (в настоящее время Витебский областной краеведческий музей).
После занятия в 1919 территории Белорусской Народной Республики Красной Армией Витебск оказался в составе Западной области РСФСР.
1 января 1919 года согласно постановлению I съезда Коммунистической партии Беларуси Витебск вошёл в состав БССР, но 16 января по решению центральных органов коммунистической партии большевиков город был передан в состав РСФСР. В 1924 году Могилёв был возвращён БССР, где стал центром округа и района (с 1938 года центром Могилёвской области).
4 февраля 1924 года ВЦИК издал декрет передаче с 3 марта 1924 года Витебской губернии в границах 1920 года, за исключением Велижского, Себежского и Невельского уездов, в состав БССР ввиду преобладания в губернии белорусского населения.
В 1920-е гг. формируется творческая художественная школа, которая в мировом искусствоведении получила название «Витебская школа абстракционизма» (Ю. Пэн, М. Шагал, К. Малевич), Витебск становится центром Русского авангарда.
10 ноября 1925 открыта Витебская областная библиотека. В 1926 открыт Второй Белорусский государственный театр, который позже получил название Театр имени Якуба Коласа.
В 1924—1930 годах Витебск является центром Витебского округа.
В годы довоенных пятилеток город становится крупным промышленным центром Белорусской ССР. Здесь возводятся десятки предприятий, появляются новые направления промышленности — станкостроительная, обувная, трикотажная, мебельная, развивается текстильная и швейная. В 1927 году в Витебске появилось проводное радиовещание. В 1938 году Витебск давал 28 % промышленной продукции, концентрировал 30 % промышленных рабочих Белоруссии.
С 1938 года город стал центром Витебской области. В 1938 в Витебске насчитывалось 209 предприятий, 3 вуза, 42 общеобразовательные школы, 40 библиотек, 11 больниц, 3 кинотеатра.

### Великая Отечественная война
С 11 июля 1941 по 26 июня 1944 года город находился под немецкой оккупацией. В городе действовала подпольная антифашистская организация. Истории борьбы жителей Витебска с оккупантами посвящена книга «Витебское подполье», и 2 документальные экспозиции Витебского областного краеведческого музея.
Летом и осенью 1941 года в оккупированном Витебске немецко-фашистские захватчики и их пособники-полицаи уничтожили узников Витебского гетто — до 20 000 человек: стариков, женщин, детей. Основным местом расстрелов стал Туловский (Иловский) овраг.
В октябре 1943 года советские войска вышли на дальние подступы к Витебску. Зимой 1943—1944 годов они неоднократно пытались овладеть городом (Городокская операция, Витебская наступательная операция), но смогли лишь выйти на ближние подступы и глубоко охватить его с севера.
23 июня 1944 года войска 39-й армии 3-го Белорусского фронта под командованием генерал-лейтенанта Людникова И. И. и 43-й армии 1-го Прибалтийского фронта под командованием генерал-лейтенанта Белобородова А. П. начали наступательную операцию «Багратион».
В ночь на 25 июня 1944 года в районе деревни Гнездилово[уточнить] две армии соединились, образовав Витебский «котёл», в который попали 5 дивизий немцев. Война принесла Витебску большие потери. Из 167,3 тыс. человек, которые проживали в нём в 1939 году, после освобождения осталось всего 118 жителей. Было уничтожено 93 % жилого фонда города.

### Послевоенный Витебск
В первые послевоенные пятилетки город был отстроен. В структуре его промышленного комплекса выделяется машиностроение и лёгкая промышленности, а также станкостроение.
В 1959 году введена в эксплуатацию телевышка и начата трансляция 1-й программы Центрального телевидения. В том же году при земляных работах на пл. Свободы найдена первая в Витебске и Белоруссии берестяная грамота, датируемая рубежом XIII и XIV веков:
От Стьпана ко Нежилови. Оже еси продало порты, а коупи ми жита за 6 гривено. А ли цего еси не продало, а посли ми лицеме. А ли еси продало, а добро сътворя оукоупи ми жита.
17 мая 1966 года в городскую границу Витебска включены деревня Мишково Летчанского сельсовета и посёлок Тирасполь Зароновского сельсовета, 29 ноября 1967 года — деревни Журжево, Соколовка, Себяхи, железнодорожная станция Витьба Бабиничского сельсовета и деревня Давыдовка Мазоловского сельсовета.
28 августа 1974 года Указ Президиума Верховного Совета СССР за большие успехи, достигнутые рабочими города в хозяйственном и культурном строительстве, и в связи с 1000-летием со времени основания Витебск награждён орденом Трудового Красного Знамени.

## В составе Республике Беларусь

Герб Витебска

С 27 июля 1990 года Витебск в составе независимой Республики Беларусь. Как и вся страна, Витебск был охвачен экономическим кризисом, сопровождавшимся падением объёмов производства, качества жизни, сокращением населения. Вместе с тем, с ослаблением, а потом и падением, советского режима начинается демократизация общественно-политической и культурной жизни в городе. В Витебске выходит первая в Беларуси независимая газета «Витебский курьер», открывается первая в республике частная художественная галерея «У Пушкіна». В начале 1990-х годов восстанавливаются православный Свято-Покровский собор и католический Собор Святой Варвары. Основывается известный студенческий конкурс визуальных искусств «Art-Sessio», международный фестиваль современной хореографии «IFMC».
На рубеже XX—XXI веков началось улучшение экономической ситуации. В 1999 г. создана свободная экономическая зона «Витебск». В городе построен Ледовый Дворец спорта, появился примечательный комплекс пирамид торгово-развлекательного центра Марко-сити, реконструированы Центральный стадион и Летний Амфитеатр символического для города международного фестиваля искусств «Славянский базар», реконструирован железнодорожный вокзал и другие объекты, восстанавливаются исторические памятники, сооружён ряд новых храмов и других общественных объектов, строятся новые жилые районы.
В 2009 году Указом Президента Республики Беларусь от 2 июня 2009 № 277 учреждены официальные геральдические символы Витебска — герб и флаг. В городе открыт музейно-выставочный комплекс культового в мире художника-авангардиста знаменитого витебчанина Марка Шагала.
В 2009 году в связи с празднованием 65-й годовщины освобождения Республики Беларусь от немецко-фашистских захватчиков и в целях увековечения подвига воинов Красной Армии, партизан и подпольщиков Витебск награждён вымпелом «За мужнасць і стойкасць у гады Вялікай Айчыннай вайны» (Указ Президента Республики Беларусь от 29 июня 2009 г. № 355).
До 2010 года Витебск являлся Культурной столицей Республики Беларусь.
26 июля 2017 года посёлок Руба включён в городскую черту Витебска.
24 мая 2019 года Витебск принял эстафету огня II Европейских игр.
В 2022 году Витебску присуждён статус «Молодёжная столица Беларуси-2022».
С 5 по 13 августа 2023 года в Витебске прошли II игры стран СНГ.